# Andrew Granville
Andrew James Granville (Londres, 7 de setembro de 1962) é um matemático britânico/canadense. Professor desde 2002 da Universidade de Montreal, trabalha com teoria dos números.

## Carreira
Ele é membro do corpo docente da Université de Montréal desde 2002. Antes de se mudar para Montreal, ele foi professor de matemática na Universidade da Geórgia (UGA) de 1991 a 2002. Ele foi um palestrante no Congresso Internacional de Matemáticos de 1994, juntamente com Carl Pomerance da UGA.
Granville recebeu seu Bachelor of Arts (Honors) (1983) e seu Certificado de Estudos Avançados (Distinction) (1984) do Trinity College, Cambridge University. Ele recebeu seu Ph.D. da Queen's University em 1987 e foi introduzido na Royal Society of Canada em 2006.
O trabalho de Granville é principalmente na teoria dos números, em particular na teoria analítica dos números. Junto com Carl Pomerance e WR (Red) Alford, ele provou a infinitude dos números de Carmichael em 1994. Esta prova foi baseada em uma conjectura dada por Paul Erdős.
Granville ganhou um Prêmio Lester R. Ford em 2007 e novamente em 2009. Em 2008, ele ganhou o Prêmio Chauvenet de redação expositiva da Mathematical Association of America por seu artigo "It is easy to determine whether a given integer is prime". Em 2012, ele se tornou um membro da American Mathematical Society.
 

Andrew Granville, em colaboração com Jennifer Granville, escreveu "Prime Suspects: The Anatomy of Integers and Permutations", uma história em quadrinhos que investiga conceitos-chave em matemática.